# جمعية مرشدات كيريباتي
جمعية مرشدات كيريباتي هي المنظمة الإرشادية الوطنية في كيريباتي . تأسست الجمعية في عام 1926 وأصبحت عضوا منتسبا في الرابطة العالمية للمرشدات وفتيات الكشافة في عام 1990 وتحوي 435 عضوا (اعتبارا من عام 2003).